# Boots Randolph
Boots Randolph (Paducah, 1927. június 3. – Nashville, 2007. július 3.) amerikai szaxofonos. Legismertebb az 1963-as slágerével lett − a Yakety Sax-szal −, amelyet 1969-ben a The Benny Hill Show főcímdalaként használtak.

## Pályakép
Homer Louis „Boots” Randolph III az amerikai Kentucky államban született, és a nőtt fel. Az Indiana állambeli Evansville-i Central High School-ba járt. Családja zenekarában tanult zenélni. Ukulelén és harsonán kezdett játszani, de áttért tenorszaxofonra, amikor apja váratlanul hazahozott egyet.
A második világháború idején szaxofonon, harsonán és vibrafonon játszott az Egyesült Államok hadseregének zenekarában. Szolgálata letelte után 1948-54 között Decaturban játszott (Illinois). Decaturban megszervezte saját zenekarát. 1957-ben hagyta el a Decaturt.
Több mint negyven éves pályafutása során Randolph több száz helyen lépett fel számos pop-, rock-, jazz- és country-zenésszel. Számos felvételen játszott Elvis Presleyvel is, és nem egy Presley-film hangsávján ma is is ott van. Játszott Roy Orbison 1963-as slágerén, a „Mean Woman Blues”-on. SzerepeltJerry Lee Lewis több lemezén és Brenda Lee-vel a a „Rockin' Around the Christmas Tree”-n. Számos felvételen jelen volt Chet Atkins gitáros, akivel gyakran fellépett.
Szólistaként Randolph-nak négy kislemeze volt a Top-100-on 1963 és 1967 között. Ezek közül a legsikeresebb a Yakety Sax volt (1963-ban a 35. hely). A Billboard magazin albumlistáján is sikeres volt (tizennégyszer). 1977-ben sikeres saját klubot nyitott a nashville-i Printer's Alley-ben. Gyakran szerepelt a "Hee Haw" televíziós műsorban is. A Million Dollar Bandben is tag volt.
2007-ben halt meg Nashville-ben, agyvérzés következtében.

## Albumok
| Év   | Cím                                                          | Helyezés      |
| Év   | Cím                                                          | Billboard 200 |
| ---- | ------------------------------------------------------------ | ------------- |
| 1960 | Boots Randolph's Yakety Sax                                  | 79            |
| 1963 | Yakety Sax!                                                  | —             |
| 1964 | Hip Boots!                                                   | —             |
| 1965 | Boots Randolph plays More Yakety Sax!                        | 118           |
| 1965 | Plays 12 Monstrous Sax Hits!                                 | —             |
| 1966 | Boots with Strings                                           | 36            |
| 1966 | The Fantastic Boots Randolph                                 | —             |
| 1967 | Boots Randolph with the Knightsbridge Strings & Voices       | 189           |
| 1967 | King Of Yakety                                               | —             |
| 1968 | Sunday Sax                                                   | 76            |
| 1968 | The Sound of Boots                                           | 60            |
| 1969 | ...with love/The Seductive Sax of Boots Randolph             | 82            |
| 1969 | Boots And Stockings                                          | 16            |
| 1969 | Yakety Revisited                                             | 113           |
| 1970 | Hit Boots 1970                                               | 157           |
| 1970 | Boots with Brass                                             | 168           |
| 1971 | Homer Louis Randolph, III                                    | 141           |
| 1972 | Boots Randolph Plays the Hits of Today                       | 192           |
| 1973 | Sentimental Journey                                          | —             |
| 1974 | Country BootsB                                               | —             |
| 1975 | Cool Boots                                                   | —             |
| 1976 | Party Boots                                                  | —             |
| 1977 | Sax Appeal                                                   | —             |
| 1978 | Boots Randolph Puts a Little Sax in Your Life                | —             |
| 1982 | Dedication                                                   | —             |
| 1983 | Yakety-Madness (featuring Richie Cole)                       | —             |
| 1990 | Boots                                                        | —             |
| 1992 | Boots Live                                                   | —             |
| 1992 | Christmas At Boots' Place (featuring Tommy Newsom's Jazztet) | —             |
| 2000 | Songs For The Spirit                                         | —             |
| 2002 | A Christmas Holiday                                          | —             |
| 2007 | A Whole New Ballgame                                         | —             |

## Filmek
- Boots Randolph az IMDb-n

## Fordítás
Ez a szócikk részben vagy egészben  a   Boots Randolph című angol Wikipédia-szócikk ezen változatának fordításán alapul.  Az eredeti cikk szerkesztőit annak laptörténete sorolja fel. Ez a jelzés csupán a megfogalmazás eredetét és a szerzői jogokat jelzi, nem szolgál a cikkben szereplő információk forrásmegjelöléseként.